# Jan Peszek
Jan Peszek (Szreńsk, 13 febbraio 1944) è un attore polacco, attivo principalmente nel teatro.
È apparso in più di sessanta pellicole cinematografiche a partire dal 1970.

## Biografia
Peszek nacque a Szreńsk. Nel 1966 terminò la sua formazione presso l'Accademia nazionale di arti teatrali AST di Cracovia e nello stesso anno debuttò nella trasposizione teatrale dell'opera La resistibile ascesa di Arturo Ui di Bertolt Brecht, messa in scena al Teatro polacco di Breslavia.
Nel 1969 venne scelto per il suo primo ruolo cinematografico nel film Znaki na drodze di Andrzej Piotrowski.
Nel 2014 ricevette un premio dalla città di Cracovia per le sue eccezionali performance recitative.

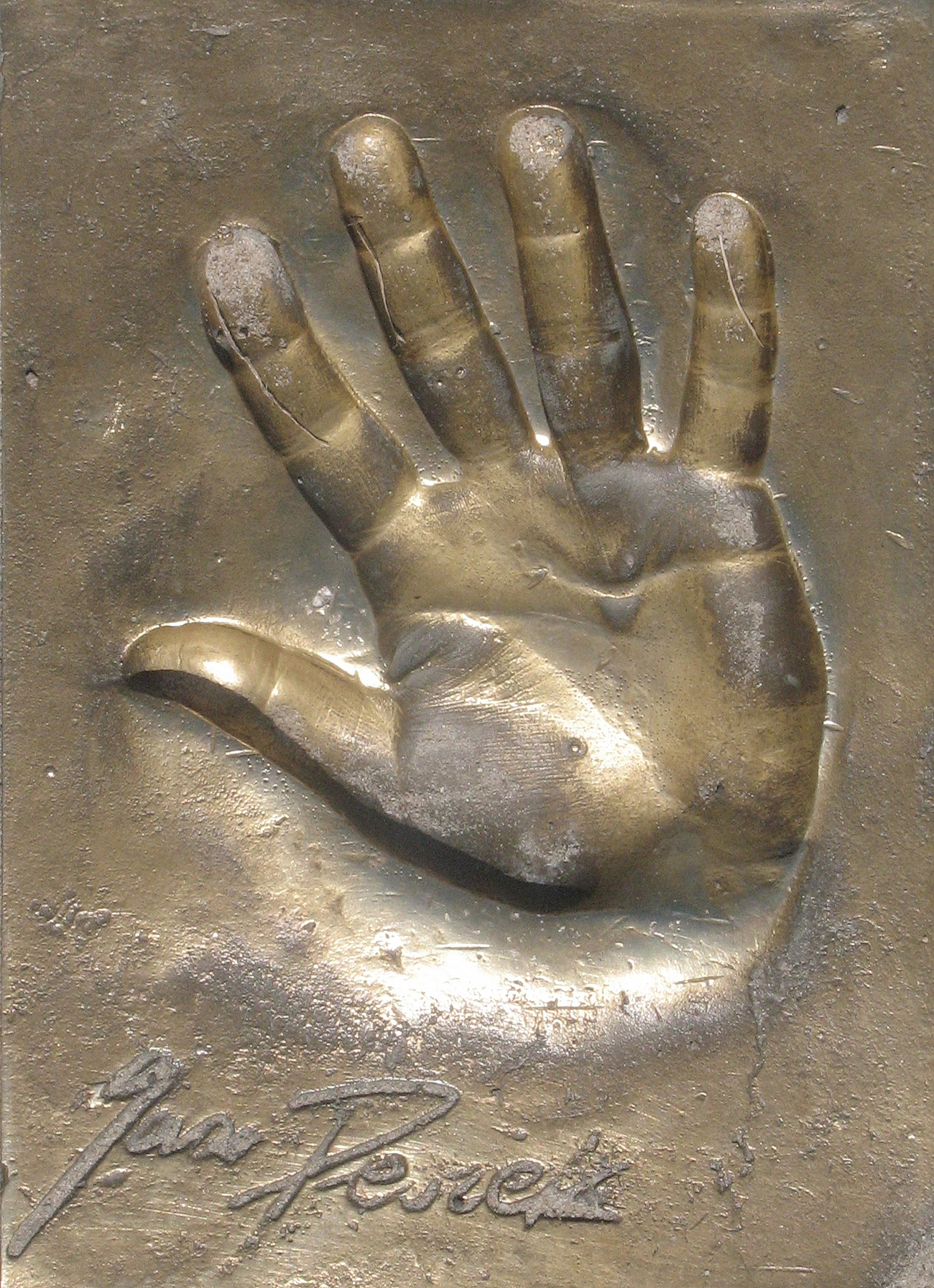
Impronta e firma di Jan Peszek a Międzyzdroje

Sposato dal 1969 con Teresa, ha due figli: Maria, cantante e Błażej, attore. È fortemente critico nei confronti del partito conservatore Diritto e Giustizia e dell'ente televisivo ad esso affiliato, Telewizja Polska.

## Filmografia parziale
- Znaky na drodze, regia di Andrzej Piotrowski (1970)
- Pismak, regia di Wojciech Jerzy Has (1985)
- Niezwykła podróż Baltazara Kobera, regia di Wojciech Jerzy Has (1988)
- Zakład, regia di Teresa Kotlarczyk (1990)
- Pozegnanie jesieni, regia di Mariusz Trelinski (1990)
- L'esercizio del potere (Eminent Domain), regia di John Irvin (1990)
- Ucieczka z kina "Wolnosc", regia di Wojciech Marczewski (1990)
- Dottor Korczak (Korczak), regia di Andrzej Wajda (1990)
- 30 Door Key, regia di Jerzy Skolimowski (1991)
- Pręgi, regia di Magdalena Piekorz (2004)
- Caccia all'eredità, regia di  Sylwester Jakimow (2024)